# Grevillea lissopleura
Grevillea lissopleura är en tvåhjärtbladig växtart som beskrevs av Mcgill.. Grevillea lissopleura ingår i släktet Grevillea och familjen Proteaceae. Inga underarter finns listade i Catalogue of Life.